# Millet
System milletów – porządek prawny w państwie osmańskim, określający prawa i obowiązki ludności niemuzułmańskiej. Zasadniczo każdej z podbitych nacji pozostawiano dość znaczną swobodę co do wyznania i kultury, jednakże nakładany był na nie większy podatek niż na ludność muzułmańską. Co do zasady zamykane były możliwości awansu społecznego w tureckiej armii i administracji.
Każdy millet posiadał suwerena o dość szerokich kompetencjach, etnarchę (gr. ἐθνάρχης - władca narodu). Najczęściej był nim przywódca religijny (np. prawosławny Patriarcha Konstantynopola), który podlegał bezpośrednio sułtanowi. Millety miały sporo władzy – ustanawiały własne prawa, zbierały i rozdzielały własne podatki. Wszystko, czego od nich wymagano, to lojalność wobec Imperium.
Gdy członek jednego milletu popełnił przestępstwo przeciwko członkowi innego, stosowano prawo strony poszkodowanej, lecz nadrzędny status panującej większości islamskiej zapewniał w każdym sporze z udziałem muzułmanina zastosowanie praw szariatu.
Do XIX w. głównymi milletami były: grecki (Rum millet), żydowski i ormiański. Licznie reprezentowane były też mniejszości: katolicka, karaimska i samarytańska. Funkcjonował również arumuński Ullah millet.